# This Boy's Fire
"This Boy's Fire" là đĩa đơn thứ hai nhằm quảng bá cho album của nhóm nhạc Santana mang tên Ultimate Santana.

## Thông tin bên lề
Ca khúc gồm sự góp giọng của ca sĩ người Mỹ Jennifer Lopez và nghệ sĩ rap Baby Bash. Ca khúc đứng thứ 59 trên bảng xếp hạng Mediabasevào tháng Năm.
Các khúc nhận được một vài yêu cầu ở Philippines, đánh bại một vài bảng xếp hạng ở quốc gia ấy.
Ca khúc được sản xuất bởi Raymond "Sarom" Diaz & Steve Morales.

## Lịch sử phát hành
| Quốc gia | Ngày phát hành      | Dạng đĩa |
| -------- | ------------------- | -------- |
| Phần Lan | 28 tháng 3 năm 2008 | Radio    |
| Hoa Kỳ   | 15 tháng 4 năm 2008 | Radio    |

## Xếp hạng
| Bảng xếp hạng(2008)           | Vị trí |
| ----------------------------- | ------ |
| Hungary Top 40                | 27     |
| Romanian Top 100              | 28     |
| Slovak Republic Airplay Chart | 64     |